# ハッシュ!
『ハッシュ!』は、2001年の日本映画。橋口亮輔監督・脚本。キネマ旬報ベスト・テン第2位。第54回カンヌ国際映画祭監督週間出品作。
子供が欲しい独身女性と、ゲイのカップルのドラマ。

## ストーリー
直也と勝裕は、付き合い始めて間もないカップル。勝裕はカミングアウトはしておらず、どこか自分を卑下していたりもする。ある時、奔放な女性・朝子に出会い、精子の提供を求められたことをきっかけに、2人の関係は新たな可能性へと向っていく。

## 出演
栗田勝裕：田辺誠一
ゲイであることを会社の同僚などに気付かれないように慎重に生活している。良く言えば優しい性格だが、実際は、日常で様々なことを感じていてもそれを表に出せない優柔不断な面がある。幼いころに父親を亡くしており、自身が父親になるというイメージが湧かない。たまたま昼食時のそば屋で傘を盗られて困っていた朝子に傘を貸したことから関わりを持つ。
長谷直也：高橋和也
ペットショップ の店員。偶然勝裕と夜の街で出会い、一夜を共にしたことから付き合い始める。自宅アパートからロードバイクで通勤している。はっきりした性格だが少々怒りっぽい。勝裕によると、直也が怒っている時はアイスクリームを食べるとのこと。母親に、自身がゲイであることはカミングアウト済み。
藤倉朝子：片岡礼子
歯科技工士。筋層内筋腫になったことがきっかけで出産について考えるようになる。過去に2回中絶している。一見ガサツそうな感じだが、他人への思いやりがないわけではなく上手く表現できないでいる。家具と家具の隙間に入ると安心するとのことで、家にいる時に時々入っている。人間関係はあまり得意ではなく、孤独感を抱えている。
長谷克美（直也の母）：冨士眞奈美
息子がゲイであることに一応の理解はあるが、ゲイとニューハーフを混同しており、直也がいつか豊胸手術すると勘違いしている。直也からは勝手に自宅に来ないでと言われているのに来てしまったり、空気の読めない発言をすることがあるなどマイペースな性格である。豆腐好きで、暑い日でも湯豆腐を食べたがる。
栗田勝治（勝裕の兄）：光石研
勝裕の故郷の実家に容子と思春期の娘・かおるとの3人で暮らしている。勝裕にとっては良き兄、かおるにとっては良き父親であるが、容子との会話は素っ気ないものとなっている。
栗田容子（勝裕の義姉）：秋野暢子
30歳の頃に勝治と見合い結婚。母親、妻としての役目は果たしているが、勝治との夫婦仲は冷めている。年上女房であることや結婚して数年間子供ができないこともあり、勝治の母(作中では既に故人)から跡継ぎに男の子を産むように急かされ、いびられていた。
永田エミ：つぐみ
勝裕の会社の事務員。右足に比べて左足が少し短いという障がいを持つ。勝裕に好意を持っているが、徐々に思い込みが激しくなり、また朝子に対し勝裕の恋のライバルだと勘違いして行動がエスカレートしていく。
有朋：斎藤洋介
直也のペットショップの店長。自身の浮気により、妻とは別居中である。現在は田所に気があり、気に入られるために犬用の「絶倫クッキー」を作ってラブ(後述、「田所」)の子作りの手伝いをしている。このクッキーが変な匂いがするため、他のスタッフに嫌がられている。
昌：佐藤直子
直也のペットショップで働く年上の女性従業員。金のために犬の繁殖させたがっている田所と、それに協力して異性として気に入られようとしている有朋のことを毛嫌いしている。
田所：深浦加奈子
直也のペットショップの常連客。ラブという名前のゴールデンレトリバーを飼っている。ラブに子供を作らせて、子犬を売ってお金を稼ごうと考えている。言動に品がなく、小学校低学年ぐらいの娘・まいを連れ歩いているが、知り合いに会った時にまいの頭を後ろから手で押して「ハイまいちゃんこんにちは！」とあいさつさせるなど少々扱いが雑である。
朝子の父：寺田農
タクシーの運転手。朝子から子宮の病気で手術が必要になったことを相談されるが、過去に子供を下ろすなど何度か病院の世話になっているため呆れており、親子関係はあまり良くない。
マコト：沢木哲
今どきの若者。朝子に対しては恋愛感情があるのか性欲を満たすだけの相手なのかはわからないが、作中では半ば強引に避妊もせずに行為に及んでいる。
産婦人科医：岩松了
診察に訪れた朝子に、デリカシーのない発言を浴びせる失礼な医者。
ユウジ：山中聡
直也と仲がいいゲイ仲間。基本的にテンションが高く、毒舌キャラで相手にズバズバと思ったことを率直に言う。
広瀬：佐藤二朗
勝裕の会社の同僚。
そば屋店員：加瀬亮
レジ担当だが接客時以外に漫画を読み、言葉遣いが悪く不真面目な態度の店員。
インストラクター：飯沼誠司
プールで行う、妊婦相手の水中エアロビのインストラクター。直也と共に朝子が見学に来た。
マスター：猪野学
マッチョ：ハスラーアキラ

## エピソード
- 本編の見せ場のシーンの1つである、メインの出演者たちが直也のリビングに集うシーンは、実は1度目の撮影を撮り終えたあと、後日撮り直ししたものである。当初7時間かけて撮影したが、翌日現像所から橋口にフィルムの現像に失敗したとの連絡が入り、みんなの苦労を考えると気が重かったが結局撮り直すことになった。このシーンは4分以上の長回しを含んでいることもあり、特にセリフの多い秋野に対し「すみません、こんなことになってしまい」と橋口が謝罪の言葉を述べた。すると秋野から「大丈夫ですよ。3倍いい芝居しますから」と返され、その言葉に救われる思いだったとのこと[2]。
- ちなみに上記のシーンは緊張感のあるシリアスなシーンだが、第54回カンヌ国際映画祭において上映された際、フランス人たちから爆笑と共に拍手喝采されてしまった。橋口と秋野によると「自分の人生を切り開こうとする朝子に対し、自分の人生（結婚）をお見合いで決めてしまう容子は悪者に映った。その容子と勝治のやり取りについて起こった反応で日本人の感覚とは違い驚いた」とのこと[2]。

## スタッフ
- 監督・原作・脚本・編集：橋口亮輔
- 音楽：ボビー・マクファーリン
- 主題歌：「Hush Little Baby」 ボビー・マクファーリン、ヨーヨー・マ
- 美術：小川富美夫
- 衣装：宮本まさ江
- 装飾：大坂和美
- 録音：高橋義照
- 整音：斉藤禎一
- 音響：岡瀬晶彦
- 照明：矢部一男
- 助監督：藤江義正
- 現像：東映化学
- MA：東宝サウンドスタジオ
- スタジオ：日活撮影所
- プロデューサー：渡辺栄二
- 製作：山上徹二郎、石川富康、塚田博男
- 製作協力：衛星劇場、テレシスインターナショナル

## 受賞
- 第75回キネマ旬報ベスト・テン - 主演女優賞 （片岡礼子）、日本映画ベストテン第2位
- 第45回ブルーリボン賞 - 主演女優賞 （片岡礼子）
- 毎日映画コンクール - 日本映画優秀賞
- 第27回報知映画賞 - 主演男優賞 （田辺誠一）
- 第24回ヨコハマ映画祭 - 最優秀作品賞、最優秀監督賞、最優秀主演男優賞 （田辺誠一）
- 高崎映画祭 - 最優秀作品賞、最優秀主演男優賞 （田辺誠一）
- 新藤兼人賞 -金賞 （橋口亮輔）